# Droga wojewódzka nr 268
Droga wojewódzka nr 268 (DW268) – droga wojewódzka w południowej części woj. kujawsko-pomorskiego o długości 10 km łącząca Brześć Kujawski z uzdrowiskową miejscowością Wieniec oraz dalej z Brzeziem. Droga znajduje się na terenie powiatu włocławskiego oraz Gminy Brześć Kujawski.

## Miejscowości leżące przy trasie DW268
- Brześć Kujawski (DK62, DW270, DW265)
- Wieniec
- Brzezie (DW252)